# Dalechampia weddelliana
Dalechampia weddelliana är en törelväxtart som beskrevs av Henri Ernest Baillon. Dalechampia weddelliana ingår i släktet Dalechampia och familjen törelväxter. Inga underarter finns listade i Catalogue of Life.